# Кремиковський металургійний комбінат
42°44′48.1″ пн. ш. 23°31′19.1″ сх. д. / 42.746694° пн. ш. 23.521972° сх. д.
Кремиковський металургійний комбінат — найбільше металургійне підприємство Болгарії у другій половині 20 — на початку 21 століть. Розташований в Кремиковцях (колишнє село, що з 1978 року — у складі Софії). Введений в експлуатацію 1963 року. З 2009 року не працює.

## Історія
Будівництво комбінату було розпочато 1959 року коло села Кремиковці (з 1978 року — у складі Софії), в районі великих покладів залізної руди, відкритих 1953 року. Комбінат почав роботу 1963 року. Хоча комбінат був розташований біля покладів залізної руди, він отримував руду також з інших родовищ, переважно з СРСР. До 1972 року на комбінаті були введені в дію 3 доменних печі корисним об'ємом 1033 м³ кожна, 3 конвертери по 100 т, 2 електропечі ємкісттю 100 т кожна, коксохімічний завод (3 коксові батареї), збагачувальні і агломераційні фабрики, цехи гарячої прокатки, трубопрокатний цех і цех феросплавів, ТЕЦ. Окрім чавуну, сталі, металопрокату, безшовних труб і феромарганцю, комбінат виробляв низку хімічних продуктів (сульфат амонію, бензол, сірковуглець, розчинники тощо).

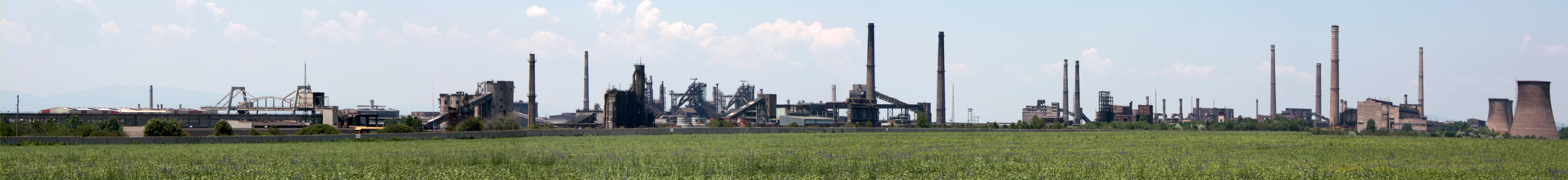
Панорама комбінату. Фото 2011 року.